# Municipio de York (condado de Athens)
El municipio de York (en inglés: York Township) es un municipio ubicado en el condado de Athens en el estado estadounidense de Ohio. En el año 2010 tenía una población de 7761 habitantes y una densidad poblacional de 80,24 personas por km².

## Geografía
El municipio de York se encuentra ubicado en las coordenadas 39°25′51″N 82°14′12″O / 39.43083, -82.23667. Según la Oficina del Censo de los Estados Unidos, el municipio tiene una superficie total de 96,72 km², de la cual 95,58 km² corresponden a tierra firme y (1,18%) 1,14 km² es agua.

## Demografía
Según el censo de 2010, había 7761 personas residiendo en el municipio de York. La densidad de población era de 80,24 hab./km². De los 7761 habitantes, el municipio de York estaba compuesto por el 95,28% blancos, el 2.15% eran afroamericanos, el 0,41% eran amerindios, el 0,24% eran asiáticos, el 0,05% eran isleños del Pacífico, el 0,32% eran de otras razas y el 1,53% pertenecían a dos o más razas. Del total de la población el 1,17% eran hispanos o latinos de cualquier raza.